# Фоллендорф, Николай Павлович
 Николай Павлович Фоллендорф  (1836—1909) — начальник Санкт-Петербургского монетного двора. Тайный советник.

## Биография
Родился 25 ноября 1836 года. Его отец, Павел Иванович Фоллендорф (02.12.1793—22.03.1880), сын камердинера вел. кн. Анны Фёдоровны, после окончания Горного кадетского корпуса (1815) служил на Златоустовских заводах, с 1831 по 1840 – в Грузинской горной экспедиции, занимался геологическими исследованиями, с 1836 был пробирером Тифлисской пробирной палатки; с 1840 года — на Петербургском монетном дворе: старший помощник управляющего серебряным и платиновым переделами, с 1846 года — старший помощник, а с 1858 — управляющий золотым переделом; обер-бергмейстер 7-го класса.
По окончании курса института Корпуса горных инженеров, 31 мая 1858 года был определён на Санкт-Петербургский монетный двор. С 1859 года — младший помощник; в 1864—1866 годах — исполняющий дела управляющего серебряным переделом; в 1866—1877 годах — управляющий Медальной палатой, заведующий медальной и штемпельной частью.
Дважды, в 1872 и 1886 годах, был за границей; изучал состояние монетного и медальерного дела в европейских странах.
С 1876 года — чиновник особых поручений Министерства финансов; в 1877—1882 годах — начальник Механической части и золотого передела. Был произведён 12 июня 1879 года в действительные статские советники.
С 3 декабря 1882 года по 02 декабря 1905 года — начальник Санкт-Петербургского монетного двора. С 1 апреля 1890 года — тайный советник. Был награждён орденами: Св. Владимира 3-й ст. (1883), Св. Станислава 1-й ст. (1886), Св. Анны 1-й ст. (1893).
С 10 декабря 1905 года — в отставке.
Состоял членом Горного совета и Горного учёного комитета министерства земледелия и государственных имуществ. По его эскизам было выполнено несколько медалей, в том числе, к 175-летию Санкт-Петербургского монетного двора.
Был женат на француженке Марии Викторовне Морей.
Умер 6 ноября 1909 года в Ницце (Франция), похоронен на русском кладбище Кокад.